# Pölling (Gemeinde Straßburg)
Pölling ist eine Ortschaft in der Gemeinde Straßburg im Bezirk St. Veit an der Glan in Kärnten. Die Ortschaft hat 18 Einwohner (Stand 1. Jänner 2024).

## Lage
Pölling liegt im Westen der Gemeinde Straßburg, auf dem Gebiet der Katastralgemeinde Straßburg Land, nördlich und nordwestlich des Pfarrorts St. Jakob ob Gurk.
Zur Ortschaft gehören die Höfe Madlenegger (Nr. 1), Kogelnig-Hube (Nr. 2, in ÖK50 als Hannebauer beschriftet), Pratz-Hube (Nr. 3), Wurmitzer (Nr. 4) und ein Haus ohne Vulgonamen (Nr. 5). Nordwestlich der heutigen Streusiedlung, auf halbem Weg nach Lees, lag der Hof vulgo Fratzer, der 1894 abbrannte.

## Hanebauerhaus

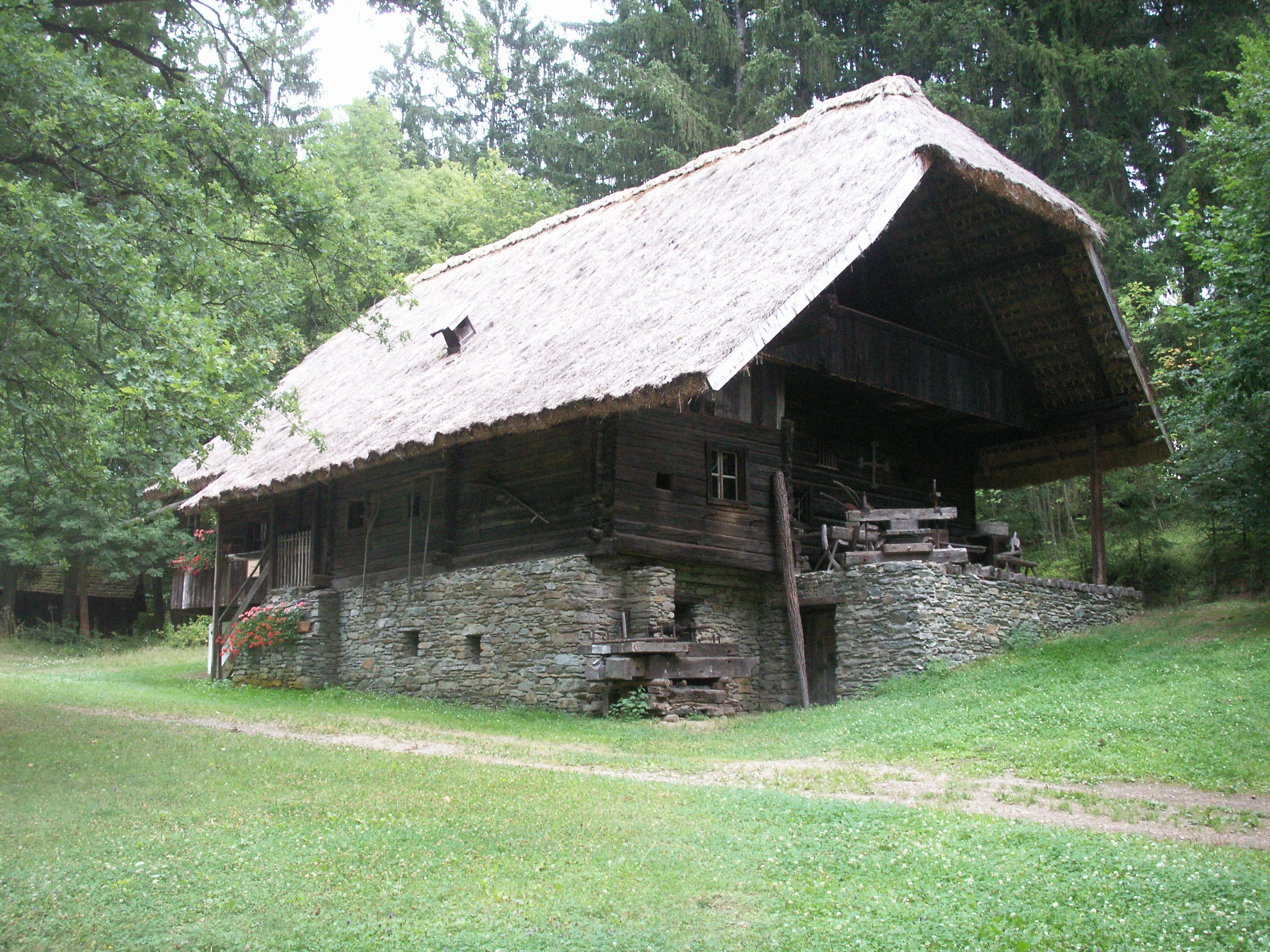
Hanebauer-Kogler 2007 im Freilichtmuseum Maria Saal

Das alte Hanebauerhaus (Pölling Nr. 2) wurde Anfang der 1970er Jahre in das Freilichtmuseum Maria Saal transferiert. Es repräsentiert die Altform des Unterkärntner Bauernhauses. Diese älteste Form des Gurktaler Hofs ist der archaischste Haustyp des Freilichtmuseums. Die Nebenräume wie Schlaf- und Zeugkammer sind, verbunden durch schmale Flurgänge die Labn, um eine große Rauchstube gruppiert. Ein Spezifikum der Unterkärntner Rauchstubenhäuser ist eine besonders mächtige Rauchstube als Ausgangsraum, an den die übrigen Hausräume „völlig irregulär vielfach ohne konstruktiven Zusammenhang“ als eigene Blockhausräume angezimmert wurden. Das langsame additive Wachstum einer urtümlichen Blockbauweise über Generationen wird hier gut sichtbar. Das Haus verfügt über eine mächtige Doppelfeuerstelle, Herd und Backofen, entsprechend sind Funkengewölbe, der Rauchkogel und die Einheiz ausgeführt und in ihrer Konstruktion deutlich anders als die Rauchöfen Oberkärntens. Ebenfalls ganz anders ist die Dachkonstruktion. Auf einem Lattenrost hängt ein dichtes Strohscharendach, das  2002 erneuert wurde. 2011 waren wieder zwei Tonnen Roggen-Stroh nötig, um das Dach zu reparieren.

## Geschichte
Seit Gründung der Ortsgemeinden Mitte des 19. Jahrhunderts gehört Ratschach zur Gemeinde Straßburg.

## Bevölkerungsentwicklung
Für die Ortschaft ermittelte man folgende Einwohnerzahlen:
- 1869: 4 Häuser, 31 Einwohner[7]
- 1880: 4 Häuser, 28 Einwohner[8]
- 1890: 4 Häuser, 29 Einwohner[9]
- 1900: 4 Häuser, 23 Einwohner[10]
- 1910: 4 Häuser, 30 Einwohner[11]
- 1923: 4 Häuser, 18 Einwohner[12]
- 1934: 34 Einwohner[13]
- 1951: 4 Häuser, 27 Einwohner[14]
- 1961: 4 Häuser, 17 Einwohner[15]
- 2001: 5 Gebäude (davon 4 mit Hauptwohnsitz) mit 4 Wohnungen; 19 Einwohner und 0 Nebenwohnsitzfälle; 4 Haushalte; 0 Arbeitsstätten, 3 land- und forstwirtschaftliche Betriebe[16]
- 2011: 4 Gebäude, 13 Einwohner, 3 Haushalte, 0 Arbeitsstätten[17]
- 2021: 4 Gebäude, 17 Einwohner, 3 Haushalte, 0 Arbeitsstätten[18]